# Ondalva Serrano
Ondalva Serrano é doutora em agronomia pela Escola Superior de Agricultura Luiz de Queiroz (ESALQ-USP), fundadora e conselheira do Instituto Auá de empreendedorismo socioambiental.

## Biografia
Ondalva fez graduação em Agronomia na ESALQ de 1960 a 1964. Um ano depois, em 1965, entrou pro quadro docente da mesma instituição, onde dedicou 10 anos à docência em tempo integral. Uniu teoria com base na agricultura ecológica à preocupação com o aprendizado vivencial dos alunos.
Em 1996 , foi contratada pela UNESCO para implementar e conduzir um projeto piloto em ecologia urbana, desde julho desse ano até dezembro de 1997.
Em 2020, foi agraciada com o Prêmio Muriqui, na categoria Pessoa Física.